# Fortimesus concinnus
Fortimesus concinnus är en kräftdjursart som först beskrevs av Yakov Avadievich Birstein 1960.  Fortimesus concinnus ingår i släktet Fortimesus och familjen Ischnomesidae. Inga underarter finns listade i Catalogue of Life.